# Fernando Montesinos
Fernando de Montesinos (geb. 1593 (?) in Osuna; gest. 1655 in Sevilla) war ein spanischer Ordensmann (möglicherweise Jesuit), Jurist, Geschichtsschreiber und Geologe, Missionar in Südamerika. In Peru, Bolivien und Ecuador erforschte er die Indianer der Zentralanden, die Geschichte der Inka. Er hatte den Spitznamen eines südamerikanischen Baron Münchhausen für eine Reihe von auf den ersten Blick fantastischen und fabelhaften Informationen über die andinen Zivilisationen vor der spanischen Invasion und Eroberung.
Er war Zeuge eines Autodafé aufgrund eines Inquisitionsprozesses in Lima am 23. Januar 1639, bei dem zwölf Menschen lebendig verbrannt wurden, darunter neun Portugiesen. Über dieses Ereignis schrieb er einen Bericht, der im selben Jahr in Lima veröffentlicht wurde.
Seine Memorias antiguas historiales del Peru fanden Aufnahme in den Works issued by the Hakluyt Society.